# خورخه گریفیث
خورخه گریفیث (انگلیسی: Jorge Griffa؛ زادهٔ ۷ مهٔ ۱۹۳۵) بازیکن فوتبال اهل آرژانتین است.
از باشگاه‌هایی که در آن بازی کرده‌است می‌توان به باشگاه فوتبال نیولز اولد بویز، باشگاه فوتبال اسپانیول، و باشگاه فوتبال اتلتیکو مادرید اشاره کرد.
وی همچنین در تیم ملی فوتبال آرژانتین بازی کرده‌است.